# Nesidioblastose
Bei der familiären Nesidioblastose, auch Inselzell-Hyperplasie oder persistierende hyperinsulinämische Hypoglykämie der Kleinkinder (PHHI von persistent hyperinsulinemic hypoglycemia of infancy) genannt, handelt es sich um eine vererbte Inselzell-Hyperplasie (Vergrößerung) der Bauchspeicheldrüse, die bereits bei Neugeborenen zu schweren Hypoglykämien (Unterzuckerung) führt.
Bei Kindern ist die Nesidioblastose die häufigste Ursache einer Hypoglykämie.

## Ätiologie
Der die Erkrankung verursachende Gendefekt liegt auf Chromosom 11 Genlocus p15.1. Der Gendefekt kann sowohl autosomal-rezessiv als auch autosomal-dominant vererbt werden. Die Erkrankung ist genetisch sehr heterogen und tritt in zwei pathohistologisch unterschiedlichen Formen auf: Die diffuse und die fokale Nesidioblastose. Beide Formen sind klinisch nicht voneinander zu unterscheiden. Die fokale Form ist durch eine fokale adenomatöse Inselzell-Hyperplasie gekennzeichnet, während bei der diffusen Form in den Langerhans-Inseln alle Beta-Zellen hypertrophiert – das heißt vergrößert – sind.

## Therapie
Das Mittel der Wahl zur Behandlung ist Diazoxid. Allerdings spricht ein Großteil der Patienten weder auf Diazoxid, noch auf Nifedipin oder das Somatostatin-Analogon Octreotid, beziehungsweise auf eine Leucin-reduzierte Diät an.